# Мазетти, Катарина
Катарина Мазетти (швед. Katarina Mazetti; 29 апреля 1944[…], Стокгольм — 30 мая 2025, Лунд) — шведская журналистка и писательница.

## Биография
Катарина Мазетти родилась в Стокгольме, но выросла в Карлскруне, морском порте на юге Швеции.
Она начала заниматься журналистикой, а первые навыки были получены в местных газетах. В Лундском университете она получила степень магистра в области литературы и английского, после чего работала учителем, а позже радиопродюсером и репортёром. В течение двадцати лет она жила с мужем и четырьмя детьми на маленькой ферме на севере Швеции. Сейчас же она живёт в Лунде. Многие годы она писала книги для людей всех возрастов, а также литературные обозрения, стихи, скетчи, вела колонки для газет и передачи на радио.
Её первой книгой для детей была книга в картинках, написанная гекзаметром. Первым романом для взрослых был Grabben i Graven Bredvid (Парень с соседней могилы, переведён на 22 языка), базирующийся на её собственном опыте как жены фермера. Он имел огромный успех и был продан в количестве 450000 экземпляров только на шведском языке. В 2002 по нему был снят фильм, который посмотрели более миллиона шведов.
Мазетти посетила несколько связанных с литературой мероприятий в различных странах, среди которых Россия, Германия, Канада (Aloud International Readings, 2006) и Франция (где она была номинирована на Prix Cévennes в 2007).
Катарина Мазетти скончалась 30 мая 2025 года.

## Произведения
- Grabben i Graven Bredvid — Парень с соседней могилы. М.: Текст, серия «Впервые», 2004; серия «Первый ряд», 2007.
- Tarzans tårar — Не плачь, Тарзан! М.: Текст, серия «Первый ряд», 2006.
- Familjegraven — Семейная могила. М.: Текст, серия «Первый ряд», 2007.
- Det är slut mellan gud och mig — Между богом и мной всё кончено. М.: Текст, серия «Первый ряд», 2010.